# Impasse Gros
L'impasse Gros est une voie située dans le quartier de Charonne du 20e arrondissement de Paris.

## Situation et accès
L'impasse Gros est desservie à proximité par la ligne 9 à la station Maraîchers.

## Origine du nom
Cette voie est nommée d'après le nom du propriétaire des terrains sur lesquels elle a été ouverte.

## Historique
Cette voie privée est ouverte à la circulation publique par un arrêté municipal du 10 juillet 1991.